# Trzeci sektor
Trzeci sektor – zwrot, którym określa się ogół organizacji pozarządowych. Określenie to wywodzi się z teorii podziału nowoczesnego państwa na trzy główne sektory:
- sektor władz publicznych (państwowych, w tym rządowych i samorządowych)
- sektor przedsiębiorców (prywatne podmioty nastawione na zysk)
- sektor organizacji pozarządowych (inaczej nazywanych organizacjami non-profit, działającymi pro publico bono ale jednocześnie niezwiązanych instytucjonalnie z administracją publiczną)[1].

Trzeci sektor nazywa się także sektorem obywatelskim, sektorem społecznym, a także sektorem pozarządowym.
Czasami mówi się też o istnieniu tzw. czwartego sektora, który miałby reprezentować oddolne inicjatywy obywatelskie, niesformalizowane i spontaniczne.